# Абу Язид аль-Хариджи
Абу́ Язи́д Мухалла́д ибн Кида́д ан-Нукка́ри аль-Хариджи́ (араб. أبو يزيد مخلد بن كيداد النكاري الخارجي‎;
873 — 19 августа 947) — лидер антифатимидского восстания в Ифрикии в середине X века. Происходил из берберского племени бану ифран. Известен как Сахиб аль-химар («Погонщик осла»).
Абу Язид родился в 873 году в семье торговца. Он обучался в Тиарете, который был центром хариджитов-ибадитов в Магрибе. После свержения Фатимидами династии Рустамидов Абу Язид переехал в Таузар. В 928 Абу Язид начал агитацию против правления Фатимидов, а в 943 году возглавил восстание, которое поставило под угрозу само существование Фатимидского государства. Абу Язид объединил под знаменем хариджизма берберские племена зената в горной области Аурес в Среднем Магрибе и объявил себя Шейх аль-муминином («Шейх правоверных»).
Восставшие захватили Тебессу и Мармаджанну, в 944 году вторглись в Ифрикию, взяли Беджу, Тунис и разбили отряд фатимидского войска. Суннитское население городов было враждебно настроено к исмаилитскому режиму Фатимидов, поэтому не оказало сопротивления восставшим хариджитам. После этого Абу Язид двинулся на Сус и Кайруан. Аль-Каим не стал собирать все свои войска воедино для разгрома восставших, а отправлял против них отдельные отряды, которые терпели поражения. В Кайруане сопротивление восставшим возглавлял Халид ибн Исхак, но он был пленён и убит Абу Язидом, а Кайруан захвачен хариджитами. В ноябре 944 года аль-Каим послал против восставших войско из Махдии под командованием сакалиба Майсура. Но Абу Язид разбил Майсура, который погиб в бою. После этого под контролем восставших оказалась практически вся страна кроме Махдии. В начале 945 года Абу Язид осадил Махдию, оборону которой возглавил аль-Каим. Положение осаждённых было очень тяжёлым. Помочь аль-Каиму удалось его вассалу из берберов санхаджа Зири ибн Манаду, который напал на мятежников и оказал помощь осаждённым. Осада длилась до октября 945 года, Абу Язиду не удалось овладеть столицей Фатимидов. В это время активизировались сторонники Фатимидов в других частях Ифрикии: племя кутама и другие. Они вели военные действия против мятежников в районах Туниса, Беджи и Суса. В мае 946 года халиф аль-Каим умер и окончательно подавить восстание удалось его сыну и наследнику аль-Мансуру.
Преследуемый аль-Мансуром, потерявший все владения Абу Язид в конце концов укрылся в крепости Кияна (неподалёку от появившейся позднее крепости Кала-Бени-Хаммад). Фатимидский халиф не стал сразу же приступать к осаде, но решил взять под контроль ближайшие укрепления, которые также были в руках восставших. Окончательное наступление на Кияну началось 14 августа 947 года. Попытка сторонников Абу Язида прорваться сквозь окружение потерпела неудачу, а сам он упал в обрыв, пытаясь сбежать из крепости. Предводитель восстания был схвачен и умер спустя четыре дня от полученных ранений. Его сын продолжил сопротивление Фатимидам в горах Орес и Гафсе, но был убит в бою в мае—июне 948 года.